# 费米-勒萨尔
费米-勒萨尔（法語：Fesmy-le-Sart，法語發音：[fɛmi lə saʁ]）是法国上法蘭西大區埃纳省的一个市镇，属于韦尔万区。该市镇于1972年由原市镇费米（Fesmy）和勒萨尔（Le Sart）合并而成。

## 地理
费米-勒萨尔（50°2'31"N, 3°40'42"E）面积16.06 平方千米，位于法国上法蘭西大區埃纳省，该省份为法国北部内陆省份，北起北部省，西接索姆省和瓦兹省，东临阿登省和马恩省，西南至塞纳-马恩省，东北部与比利时接壤。
与费米-勒萨尔接壤的市镇（或旧市镇、城区）包括：蒂耶拉什地区巴尔济、桑布尔河畔贝尔格、瓦西、桑布尔河畔卡蒂永、勒法夫里勒、拉格鲁瓦斯、普里什、勒热德博略。
费米-勒萨尔的时区为UTC+01:00、UTC+02:00（夏令时）。

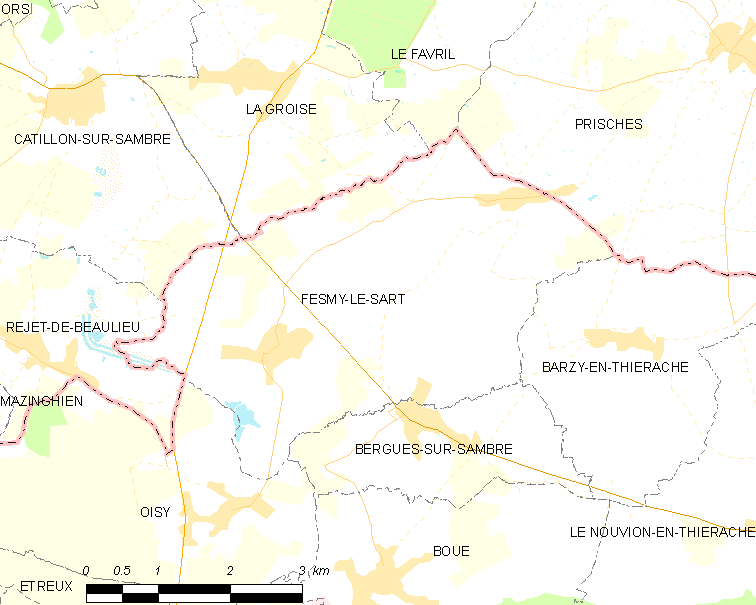
费米-勒萨尔的OSM定位图

## 行政
费米-勒萨尔的邮政编码为02450，INSEE市镇编码为02308。

## 政治
费米-勒萨尔所属的省级选区为吉斯县。

## 人口

1962-2008年间费米-勒萨尔人口变化图示

费米-勒萨尔于2022年1月1日时的人口数量为516人。